# Brian Crane
 Brian Crane (né en 1949 à Twin Falls, dans l'Idaho) est un auteur de bande dessinée américain.
Il est le créateur du comic strip Pickles (en), diffusé nationalement depuis 1990. Cette œuvre, diffusée dans The Washington Post et dans environ 1000 titres de presse écrite dans le monde, met en scène un couple de retraités, Earl et Opal Pickles, leur chat Muffin, leur chien Roscoe ainsi que les membres de leur famille.

## Distinctions
- 2001 : Prix de la National Cartoonists Society du comic strip pour Pickles (en)[2]
- 2013 : Prix Reuben pour Pickles
- 2013 : cartoonist de l'année pour la National Cartoonists Society